# Світлана Гаєр
Світлана Гаєр (укр. Світлана Михайлівна Іванова; 26 квітня 1923 — 7 листопада 2010) — літературна перекладачка, яка перекладала з російської мови на німецьку. Народилася в Києві, проживала в Німеччині з 1943 року до своєї смерті у 2010 році у Фрайбурзі-ім-Брайсгау.

## Біографія
Світлана Гаєр народилася 1923 року в Києві. Її батько був ученим, що спеціалізувався на селекції рослин, а мати походила з родини царських офіцерів. У 1938 році, під час сталінських репресій, її батька заарештували, і він помер у 1939 році від хвороб, спричинених ув’язненням.
У дитинстві Світлана отримувала приватну освіту, зокрема з французької та німецької мов. У 1941 році, коли німецька армія вторглася до СРСР, вона з відзнакою склала шкільні іспити та була прийнята до Національної академії наук України на відділення західноєвропейських мов. Там вона також працювала перекладачкою в Інституті геології.
Після захоплення Києва німцями Світлана стала перекладачкою для німецької компанії Dortmund Bridge Building у Києві. Їй пообіцяли стипендію для навчання в Німеччині за умови річної роботи на компанію. У 1943 році, після поразки німецьких військ у Сталінградській битві, компанія закрила свій офіс у Києві. Оскільки Світлана співпрацювала з німцями, її вважали колаборанткою, що унеможливило навчання в СРСР. Її мати також не бажала залишатися в країні, яку вважала відповідальною за смерть чоловіка. Тож вони приєдналися до компанії, що поверталася до Німеччини. Там їх заарештували та відправили до табору для східних робітників, звідки вони втекли за допомогою друзів через шість місяців.
Світлана склала іспит у Фонді Олександра фон Гумбольдта, продемонструвавши чудові перекладацькі навички, і отримала стипендію для вивчення мов. Разом із матір’ю вона переїхала до Гюнтерсталя у Фрайбурзі, де 1944 року розпочала навчання з літератури та порівняльного мовознавства в Фрайбурзькому університеті. Після одруження взяла прізвище чоловіка — Гаєр. У неї було двоє дітей, і вона прожила в Гюнтерсталі до своєї смерті в 2010 році.
З 1960 року Світлана викладала російську мову в Університеті Карлсруе, а з 1964 року мала контракт на вісім годин викладання щотижня. Вона їздила до Карлсруе один день на тиждень до кінця життя. Крім того, з 1964 по 1988 рік вона була лектором з російської мови в Інституті слов’янознавства Фрайбурзького університету. У 1979–1983 роках викладала російську мову та літературу в Університеті Віттен/Гердеке.
Світлана доклала значних зусиль для популяризації російської мови поза університетами. У гімназії Кеплера у Фрайбурзі вона підвищила статус російської мови, зробивши її предметом для складання іспитів, і багато років викладала її сама. Протягом 25 років вона також відповідала за викладання російської мови в різних школах Штайнера по всій Німеччині.
Світлана почала працювати перекладачкою в Німеччині для нової серії Rowohlt Classics. Вона була членкинею німецького центру ПЕН-клубу.
Померла 7 листопада 2010 року у 87-річному віці у своєму будинку в Гюнтерсталі. Цей будинок, де вона прожила понад 50 років і який належав місту Фрайбургу, планували перетворити на центр перекладу за ініціативи приватних осіб. Однак цей план не був реалізований, і місто продало будинок.

## Твори
Світлана Гаєр вважається однією з найвизначніших перекладачок російської літератури в німецькомовному світі. Вона перекладала твори Толстого, Булгакова та Солженіцина. Протягом 20 років вона працювала над перекладом п’яти основних романів Федора Достоєвського, завершивши цю роботу в 2007 році. Вона перекладала, диктуючи текст асистентові, який записував його на друкарській машинці.
Світлана не боялася переформульовувати відомі назви творів, хоча стверджувала, що лише перекладала з оригіналу. Її вибір назви для найвідомішого роману Достоєвського (Злочин і кара) збігався з назвами, обраними попередніми перекладачами Александром Еліасбергом (1921) та Григорієм Ярхо (1924).

## Фільм
- 2009: Жінка з п’ятьма слонами, документальний фільм режисера Вадима Єндрейка.[13]

## Нагороди
Світлана Гаєр отримала численні нагороди за свій внесок у поширення російської культури, історії та літератури, зокрема:
- 1995: Премія Райнгольда Шнайдера від міста Фрайбурга
- 1995: Лейпцизька книжкова премія за внесок до європейського взаєморозуміння
- 1998: Орден за заслуги від Університету Карлсруе
- 2000: Золота Сова Сократичного товариства
- 2003: Орден за заслуги землі Баден-Вюртемберг
- 2004: Почесний ступінь філософсько-історичного факультету Університету Базеля
- 2007: Лейпцизька книжкова премія в категорії перекладу
- 2007: Почесний доктор Фрайбурзького університету